# Euploea labuana
Euploea labuana är en fjärilsart som beskrevs av Moore 1883. Euploea labuana ingår i släktet Euploea och familjen praktfjärilar. Inga underarter finns listade i Catalogue of Life.